# Whistler-Nunatak
Der Whistler-Nunatak ist ein 1500 m hoher Nunatak im westantarktischen Ellsworthland. Er ragt westlich des Mount Mende in den Sky-Hi-Nunatakkern auf.
Das Advisory Committee on Antarctic Names benannte ihn 1987 nach dem sogenannten Whistler-Effekt, der durch den Amplitudenänderung von Funksignalen in der Hochatmosphäre erzeugt wird.